# HD 154619
HD 154619，又名BD+10 3142，SAO 102592、HR 6359，是一颗恒星，视星等为6.37，位于銀經30.51，銀緯28.07，其B1900.0坐标为赤經17h 1m 29.5s，赤緯+10° 28.07′ 20″。